# Sheri-Ann Brooks
Sheri-Ann Brooks (Kingston, 11 februari 1983) is een Jamaicaanse sprintster, die is gespecialiseerd in de 100 en 200 m. Haar beste prestaties leverde ze op de 4 x 100 m estafette.

## Loopbaan
In 2005 behaalde Brooks haar eerste succes door op de NCAA-universiteitskampioenschappen het goud te veroveren op de 200 m.
Haar grootste prestatie leverde zij met het winnen van de 100 m en het 4 x 100 m estafettenummer op de Gemenebestspelen 2006 in Melbourne. Op de 100 m kwam Sheri-Ann Brooks in 11,19 s over de streep en haar tweede gouden medaille veroverde ze door met haar teamgenotes Daniele Browning, Peta Dowdie en Sherone Simpson op de 4 x 100 m in 43,10 te finishen. Ze nam ook deel aan de 200 m, waarop ze vijfde werd in 23,07.
Op de wereldkampioenschappen van 2007 in Osaka won Brooks, als startloopster, op de 4 x 100 m samen met haar teamgenotes Kerron Stewart, Simone Facey en Veronica Campbell, een zilveren medaille. Met een tijd van 42,01 eindigden ze achter de Amerika (goud; 41,98) en voor het Belgische estafetteteam (brons), dat met 42,87 een nationaal record vestigde.
Bij de WK van 2013 in Moskou deed Brooks individueel mee op de 100 m, waar ze in de halve finales met een tijd van 11,40 werd uitgeschakeld. Ook maakte ze deel uit van het 4 x 100 m estafetteteam. In de series liep ze als slotloopster samen met Carrie Russell, Kerron Stewart en Schillonie Calvert 41,87, waarmee ze eerste in hun serie werden. In de finale liep Brooks niet, maar werd ze vervangen door Shelly-Ann Fraser-Pryce. Dat Jamaicaanse team won uiteindelijk de finale. 

## Titels
- Wereldkampioene 4 x 100 m - 20131
- Gemenebestkampioene 100 m - 2006
- Gemenebestkampioene 4 x 100 m - 2006
- Pan-Amerikaans kampioene 4 x 100 m - 2007
- Centraal-Amerikaans en Caribisch kampioene 100 m - 2013
- Centraal-Amerikaans en Caribisch kampioene 4 x 100 m - 2013
- NCAA-kampioene 200 m - 2005

1Sheri-Ann Brooks liep alleen mee in de series en niet in de finale.

## Persoonlijke records
Outdoor
| Onderdeel | Prestatie | Datum         | Plaats       |
| --------- | --------- | ------------- | ------------ |
| 100 m     | 11,05 s   | 23 juni 2007  | Kingston     |
| 200 m     | 22,70 s   | 25 mei 2008   | Belém        |
| 400 m     | 53,95 s   | 15 april 2006 | Coral Gables |

Indoor
| Onderdeel | Prestatie | Datum            | Plaats      |
| --------- | --------- | ---------------- | ----------- |
| 50 m      | 6,21 s    | 5 maart 2010     | Liévin      |
| 55 m      | 6,73 s    | 17 januari 2013  | Gainesville |
| 60 m      | 7,14 s    | 14 maart 2010    | Doha        |
| 200 m     | 23,45 s   | 27 februari 2005 | Jonesboro   |

## Palmares

### 60 m
- 2010:  WK indoor - 7,14 s (na DQ Jones-Ferrette)

### 100 m
Kampioenschappen
- 2006:  Gemenebestspelen - 11,19 s
- 2007: 6e Wereldatletiekfinale - 11,33 s
- 2013:  Centraal-Amerikaanse en Caribische kamp. - 11,21 s
- 2013: 6e in ½ fin. WK - 11,40 s

Golden League-podiumplekken
- 2007:  Bislett Games – 11,23 s
- 2008:  Bislett Games – 11,24 s
- 2009:  ISTAF – 11,18 s

Diamond League-podiumplekken
- 2012:  Bislett Games – 11,44 s

### 200 m
- 2006: 5e Gemenebestspelen - 23,07 s
- 2007:  Pan-Amerikaanse Spelen - 22,92 s

### 4 x 100 m estafette
- 2006:  Gemenebestspelen - 43,10 s
- 2007:  Pan-Amerikaanse Spelen - 43,58 s
- 2007:  WK - 42,01 s
- 2013:  Centraal-Amerikaanse en Caribische kamp. - 43,58 s
- 2013:  WK1 - 41,29 s

1Sheri-Ann Brooks liep alleen mee in de series, waar het Jamaicaanse team 41,87 s liep.